# Ян ван де Вельде
Ян ван де Вельде, також Велде (нід. Jan van de Velde, 1593 — 1641, Енкхейзен) — нідерландський художник, малювальник, гравер.

## Життєпис
Був сином переписувача книг, каліграфа та викладача Яна ван де Вельде. Народився або у Роттердамі, або в Делфті. Дитинство провів у Роттердамі. З дитинства виявив хист до малювання, тому батько віддав Яна на навчання до художника Якоба Матхама з Гарлему.
Після проходження навчання Ян ван де Вельде стає самостійним художником, у 1614 році його приймають до гарлемської гільдії художників Св. Луки. Стає доволі відомим художником, майстром портрету та пейзажу. У 1617 році здійснив подорож до Італії. У 1618 році одружився зі Стин'є Фридирікзон.
У 1630-х роках був одним з керівником гільдії Св. Луки у Гарлемі. У 1636 році перебирається до містечка Енкхейзен, час від часу здійснюючи подорожи уздовж Рейну. Помер у 1641 році. Його справу продовжив син Ян.

## Творчість
Ян ван де Вельде здобув популярність перш за все як рисувальник і гравер пейзажів. Його творчість мала вплив на інших майстрів жанру, в тому числі Рембрандта та двоюрідного брата Есаяса. Велику популярність здобула його серія гравюр із сценами міського життя Гарлему (1616 рік). До 1636 року художник зробив ще близько 60 гравюр з видами північної Голландії. Відомий також як анімаліст (при цьому ретельно вимальовував кожну рису тварини).